# 어버이날
어버이날은 부모를 기념하는 날이다. 많은 나라에서는 아버지날과 어머니날을 구분해서 기념하고 있다.

## 각국의 어버이날

### 대한민국

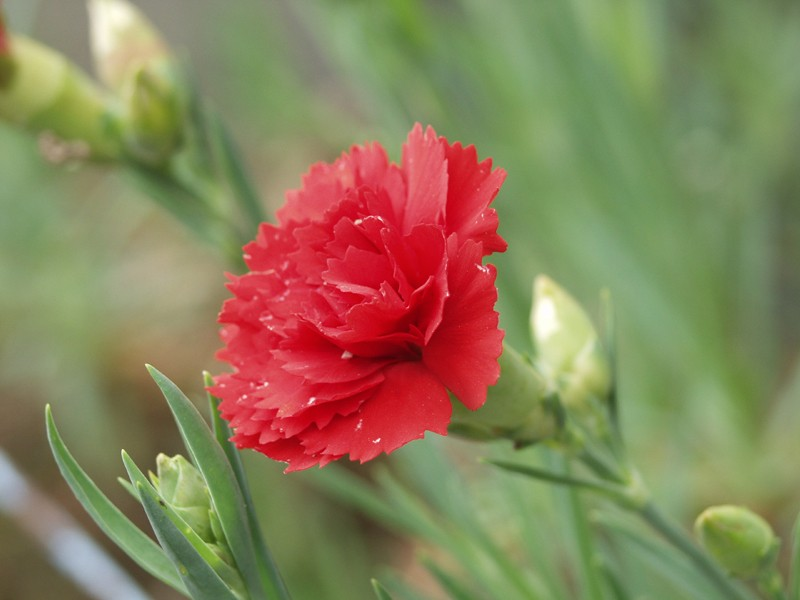
대한민국에서 카네이션은 어버이날에 어린이들이 부모에게 전달한다.

낳으시고 길러주신 어버이의 은혜에 감사하고, 어르신을 공경하는 마음을 키우기 위하여 제정한 기념일로 매년 5월 8일이다. 국가적으로 어머니의 날을 지키게 된 것은 1956년 국무회의의 결정에 따른 것으로, 당시 한국전쟁 이후 어머니들이 양육은 물론 생업에도 책임이 무거워졌기 때문에 이를 위로하고 기리기 위해 '어머니날'을 만들었다. 이후 '어머니의날'로 지정해 갖가지 경로효친 사상이 담긴 행사를 실시하다가 '아버지날'이 거론되자 17회차까지 어머니날을 기념하다 1973년 3월 30일에 ‘각종 기념일 등에 관한 규정’(대통령령 6615호)에서 '어버이날'로 바꾸어 지정했다. 이 날에는 각 가정에서 자녀들이 부모와 조부모에게 카네이션을 달아드리고 감사의 뜻으로 선물을 하거나 효도관광에 모신다. 기념식장에서는 전국의 시·군·구에서 효자·효부로 선발된 사람에게 ‘효자·효부상’과 상금을 수여하고, 이들에게 산업시찰의 특전이 주어지기도 한다. 이 날을 전후해 1주일 동안을 경로주간으로 정해 양로원과 경로당 등을 방문·위로하는 등 어른 공경에 관한 사상을 고취하기도 하였으나 1997년부터 경로주간을 폐지하고 10월 2일을 노인의 날로, 10월을 경로의 달로 정해 별도로 시행하고 있다.

#### 유래
어버이날의 유래는 본래 사순절의 첫날부터 넷째 주 일요일에 어버이의 영혼에 감사하기 위해 교회를 찾는 영국·그리스의 풍습과, 1907년경 미국의 안나 자비스라는 여성이 본인의 어머니를 추모하기 위해 교회에서 흰 카네이션을 교인들에게 나누어 준 일에서 비롯되었다. 그러다 1914년 미국의 제28대 대통령 토머스 우드로 윌슨(Thomas Woodrow Wilson)이 5월의 둘째 주 일요일을 어머니의 날로 정하면서부터 정식 기념일이 된 이후 지금까지도 미국에서는 5월 둘째 주 일요일에 어머니가 생존한 사람은 빨간 카네이션을, 어머니가 돌아가신 사람은 흰 카네이션을 가슴에 달고 각종 집회를 열며, 가정에서는 자녀들이 어머니에게 선물을 한다.
민주통합당 김한길 대표가 2012년 제19대 국회를 개원하면 "어버이날을 공휴일로 지정하는 어버이날에 관한 법률을 만들겠다"고 했지만 무산되었고 대신 2016년 박근혜 정부때는 어버이날이 일요일이었지만 목요일이 어린이날인 것을 겨냥해 "내수진작 효과가 필요하다"는 대한상공회의소의 의견을 받아들여 5월 6일을 임시공휴일로 지정한 바 있다. 이는 당시 하락세였던 박근혜 대통령의 지지율이 반등하는 계기도 됐다.
2017년 대통령 선거에서 문재인 후보가 어버이날을 공휴일로 지정하는 공약을 제시하고 청와대 국민청원이 올랐으나 "휴일이 너무 많아 장사가 안된다"는 자영업자들과 공휴일로 지정되면 어린이집 휴원에 따른 육아 돌봄 부담 등의 문제가 제기되어 진척이 없다.

### 그 외 국가
미국은 매년 5월 둘째 일요일을 어머니날(Mother's day)로, 아버지날(Father's day)은 6월 셋째 일요일로 정해 시행하고 있다. 또한 7월의 넷째 일요일이 어버이날(Parents' day)이며 아버지날과 어머니날이 따로 있는 미국에서는 비교적 나중에 생긴 기념일로, 빌 클린턴 대통령이 1994년에 법률안에 서명하였다. 베트남은 매년 7월 7일이 어버이날이다. 중국이나 일본에서는 미국의 경우와 유사하게 5월 둘째 주 일요일을 어머니날(母親節, 母の日)로 정하고, 아버지날(父親節, 父の日)은 셋째 주 일요일로 정하여 기념하고 있다. 중국, 일본 모두 어머니에게 빨간 카네이션을 달아드리며, 선물을 드리면서 감사의 마음을 표현한다. 필리핀 역시 미국과 같이 매년 5월 둘째 일요일을 어머니날(Mother's day)로, 아버지날(Father's day) 은 6월 셋째 일요일에 기념하고 있다.

## 같이 보기
- 대한민국의 기념일
- 스승의 날
- 아버지날
- 어머니날
- 어린이날